# Lilla Mörtsjön (Gåsinge-Dillnäs socken, Södermanland)
Lilla Mörtsjön är en sjö i Gnesta kommun i Södermanland och ingår i Trosaåns huvudavrinningsområde. Sjön har en area på 0,111 kvadratkilometer och ligger 46,4 meter över havet.

## Delavrinningsområde
Lilla Mörtsjön ingår i det delavrinningsområde (655838-157401) som SMHI kallar för Ovan 655895-157428. Medelhöjden är 42 meter över havet och ytan är 15,88 kvadratkilometer. Räknas de 16 avrinningsområdena uppströms in blir den ackumulerade arean 58,04 kvadratkilometer. Avrinningsområdets utflöde Trosaån (Sättraån) mynnar i havet. Avrinningsområdet består mestadels av skog (62 procent), öppen mark (11 procent) och jordbruk (18 procent). Avrinningsområdet har 1,09 kvadratkilometer vattenytor vilket ger det en sjöprocent på 6,9 procent.